# 홍남기
홍남기(洪楠基, 1960년 7월 29일~)는 대한민국의 정치인이다. 박근혜 정부에서 제3대 미래창조과학부 차관, 문재인 정부에서 제4대 국무조정실장, 제5대 부총리 겸 기획재정부장관으로 재임하였다.

## 생애
홍남기는 1960년 7월 29일 대한민국 강원도 춘천에서 교육자 집안에서 태어났다. 그의 부모는 이북 출신으로 한국 전쟁 때 함경남도 원산과 황해도 해주에서 피란선을 타고 경상남도 부산으로 갔다가 국제시장에서 만난 뒤 강원도 춘천에 정착했다고 하며 부유한 학구파 집안에서 자랐다. 그의 근본은 남양 홍씨 당홍계로 고려 귀족 집안이다.
1979년 춘천고등학교를 졸업했다. 1984년에 한양대학교 경제학과에서 학사 학위 취득했고, 1986년 한양대학교 경영대학원에서 금융증권전공으로 경영학 석사 학위를 받았다.
1983년 병역판정검사에서 결핵으로 재검 대상으로 분류됐으며, 1985년 3월에 1급 현역병 입영 판정을 받았으나 10월 공무원 채용 신체검사에서 간염 보균자 판정을 받았고, 1986년 12월에 다시 검사를 받은 결과 만성 간염이 6개월 이상 이어져 제2국민역으로 편입됐다.
1986년 행정고시에 합격하여 경제기획원의 대외경제조정실 행정사무관으로 공직을 시작했다. 1992년에는 영국 솔퍼드 대학교 대학원에서 개발경제학과에서 경제학 석사 학위를 받았다. 1999년에는 미국 워싱턴주 정부 예산성에 1년동안 파견돼 근무했다.
노무현 정부에서 2003년 박봉흠 기획예산처 장관 비서관, 2006년 변양균 대통령비서실 정책실장 보좌관을 역임했다.
이명박 정부에서 2010년 기획재정부 복권위원회 사무처장 시절 당첨금을 20년간 분할 지급하는 연금복권520 발행을 주도했다. 2011년 기획재정부 대변인과 2012년 기획재정부 정책조정국장을 거쳐 2013년 제18대 대통령직인수위원회 경제1분과에 파견됐다.
박근혜 정부에서 대통령비서실 정책조정수석비서관실 기획비서관, 미래창조과학부 제1차관을 역임했다.

### 부총리 겸 기획재정부 장관
2017년 5월 문재인 정부가 출범하자 국무조정실장으로 임명되었고, 2018년 11월 부총리 겸 기획재정부 장관에 지명되었다. 12월 4일 인사청문회가 실시되었으며, 12월 7일 국회 기획재정위원회에서 청문보고서가 채택되었다. 이어 12월 10일 부총리 겸 기획재정부 장관에 취임해 임기를 시작하였다. 홍 부총리는 김수현 청와대 정책실장과 매주 금요일 의견을 조율하기로 하였으며, 자영업자, 소상공인, 기업, 노동계, 시민단체 등 다양한 계층과의 소통을 약속하였다.
최저임금을 단일한 위원회(최저임금위원회)가 아닌 2개의 위원회가 결정하는 방식으로 개편하는 구상을 검토하였다. 홍 부총리는 12월 27일 "가장 비중 있게 중점적으로 검토되는 것이 '구간설정위원회'와 '결정위원회'로의 이원화"라고 말했다. 구간설정위원회가 최저임금 인상 구간을 정하고, 결정위원회가 이 구간 내에서 최저임금액을 결정하는 시스템이다.
코로나19로 말미암은 "경기침체를 극복하고 경제에 활력을 준다"는 이유로 재난지원금 지급과 관련하여 '전국민' 여당과 80%를 주장하는 정부를 대표해서 갈등이 있자 여당이 전국민 재난지원금을 당론으로 확정했으며 홍남기는 국회 여야 합의를 전제 조건으로 내걸었다

## 정책관
문재인 정부의 소득주도성장론에 대해서 "소득 분배 왜곡, 양극화, 계층 이동 단절 등 우리 경제의 구조적 문제 해결을 위해 계속 추진해 나갈 필요가 있다.", "생활비를 줄이고 사회안전망을 확충하는 것도 실질 소득 증대를 위한 중요한 방향"이라고 옹호하였다. 그러나 급격한 최저임금 인상과 근로시간 주 52시간 단축에 대해서는 경제에 부정적인 영향을 미쳤다고 평가했다.
3억대주주 파문으로 홍남기를 해임하라는 국민청원이 20만을 돌파하였다.
과세의 형평성 측면에서 대주주 과세기준을 10억에서 3억으로 정하는 시행령을 고수하여 범국민적 비판을 받았었다. 평균적인 아파트값이 10억 언저리인 현 2020년 상황을 비추어보면, 의견이 분분하다. 또한 공무원 증원에는 찬성하는 입장을 밝혔고, 부동산 과세와 관련해서는 "보유세 인상은 찬성, 거래세 인하는 신중"이라는 입장을 밝혔다.
정치인으로 군림했으나, 정치적 중립을 유지한 편이었고 실제로 보수, 진보 정부의 각 고위관료를 지냈다. 재난지원금에 관해서는 엘리트주의자의 개돼지론에 입각한 표퓰리즘이라는 의견이 있다. 업적으로는 연금복권 등을 만들었다.

## 학력
- 춘천고등학교 졸업
- 한양대학교 경제학과 학사
- 한양대학교 경영대학원 경영학 석사
- 한양대학교 대학원 경제학 석사
- 영국 솔퍼드 대학교 대학원 개발경제학과 경제학 석사

## 경력
- 1986년: 제29회 행정고시 합격
- 1986년 4월 ~ 1991년 9월: 경제기획원 대외경제조정실 협력정책과 행정사무관
- 1999년 6월: 기획예산처 예산총괄과 서기관
- 2001년 10월 ~ 2002년 2월: 기획예산처 성과주의예산업무지원팀장
- 2002년 2월 ~ 2003년 4월: 기획예산처 예산기준과장
- 2003년 4월 ~ 2004년 3월: 기획예산처 장관 비서관
- 2004년 3월 ~ 2005년 1월: 대통령비서실 정책조정수석비서관실 행정관
- 2005년 1월 ~ 2006년 7월: 대통령비서실 정책조정수석비서관실 선임행정관
- 2006년 7월 ~ 2007년 7월: 대통령비서실 정책조정수석비서관실 정책보좌관
- 2007년 7월 ~ 2010년 9월: 주미국 대한민국 대사관 공사 참사관
- 2010년 10월 ~ 2011년 7월: 복권위원회 사무처장
- 2011년 7월 ~ 2012년 1월: 기획재정부 대변인
- 2012년 1월 ~ 2013년 2월: 기획재정부 정책조정국장
- 2013년 1월 ~ 2013년 2월: 제18대 대통령직인수위원회 경제1분과 전문위원
- 2013년 2월 ~ 2015년 2월: 대통령비서실 국정기획수석비서관실 국정기획조정비서관
- 2015년 2월 ~ 2016년 1월: 대통령비서실 경제수석비서관실 정책보좌관
- 2016년 1월 ~ 2017년 5월: 미래창조과학부 제1차관
- 2017년 5월 ~ 2018년 11월: 국무조정실장
- 2017년 5월 ~ 2017년 7월: 국정기획자문위원회 운영위원회 부위원장
- 2018년 12월 ~ 2022년 5월: 제8대 경제부총리 겸 기획재정부 장관
- 2018년 12월 ~ 2022년 5월: 대통령 직속 국가균형발전위원회 당연직위원
- 2018년 12월 ~ 2022년 5월: 대통령 직속 자치분권위원회 재정분권 분과위원회 위원
- 2018년 12월 ~ 2022년 5월: 국민경제자문회의 당연직위원
- 2018년 12월 ~ 2022년 5월: 대통령 직속 일자리위원회 당연직위원
- 2018년 12월 ~ 2022년 5월: 대통령 직속 국가교육회의 당연직 위원
- 2018년 12월 ~ 2022년 5월: 녹색성장위원회 당연직위원
- 2018년 12월 ~ 2022년 5월: 경제사회노동위원회 본위원회 정부위원
- 2018년 12월 ~ 2022년 5월: 대통령 직속 국가지식재산위원회 당연직 위원
- 2018년 12월 ~ 2022년 5월: 대통령 직속 4차산업혁명위원회 정부위원
- 2019년 5월 ~ 2021년 4월: 대통령 직속 국가기후환경회의 위원 (정부)
- 2021년 4월 ~ 2021년 5월: 국무총리 직무대행
- 2021년 5월 ~ 2022년 5월: 2050 탄소중립위원회 당연직위원
- 2022년 9월 ~ : 한국항공대학교 석좌교수

## 같이 보기
- 대한민국의 국무총리
- 대한민국의 경제부총리
- 대한민국의 기획재정부 장관
- 대한민국의 산업통상자원부 차관
- 대한민국의 국무조정실장